# Оскилла

Оскилла или Осцилла  — слово, применяемое в латинском языке для обозначения небольших фигурок, чаще всего масок или лиц, которые вешались в качестве подношений различным божествам, либо для умилостивления, либо для искупления вины, а также в связи с празднествами и другими церемониями. 
 Обычно считается множественным числом от oscillum (уменьшительное от os), т.е. маленькое личико. Поскольку осцилла раскачивалась на ветру, слово oscillare стало означать "колебаться", отсюда в переводе с английского oscillation - раскачивание взад и вперед, периодическое движение взад и вперед, отсюда любые изменения или флуктуации, реальные или переносные.
Многие осциллы, или маски, изображающие голову Вакха или других сельских божеств, сохранились до сих пор. В Британском музее находится мраморный осциллум Вакха. Другие, сохранившиеся до наших дней, сделаны из глины, но, вероятно, чаще всего в качестве материалов использовались воск и дерево. Маленькие грубые фигурки из шерсти, известные как пилы, также подвешивались таким же образом, как и осцилла
Праздники, для которых использовались осциллы:
- Праздники сева и Паганалии, сельские праздники в честь божеств-покровителей паги; они проводились в январе. Тогда осциллы вешались на виноградную лозу, оливу, дуб и сосну, и изображали лица Либера, Вакха или другого божества, связанного с обработкой почвы (Вергилий, Георгики II, 382-396).
- Латинские празднества